# Colectivo (Argentina)

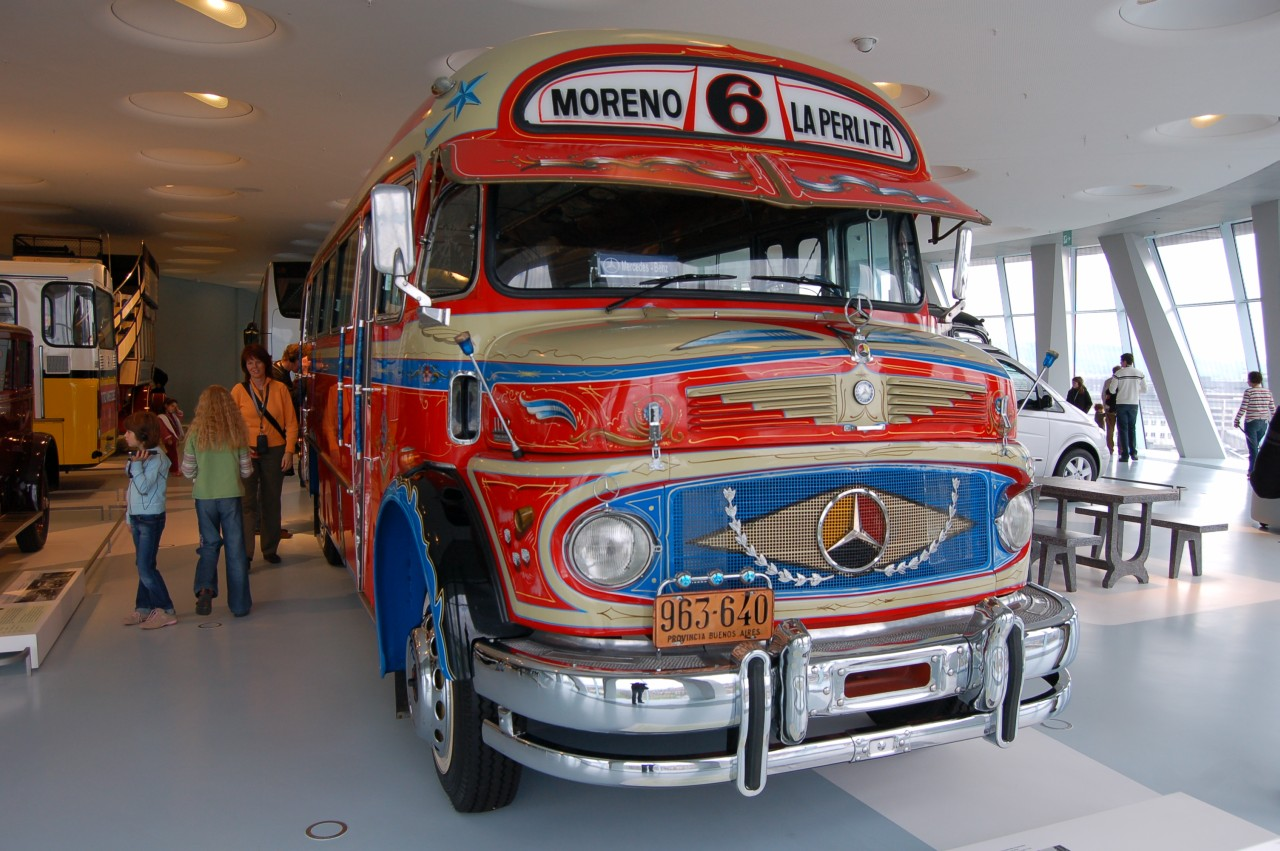
Vari colectivos MB LO1112 del 1969 dal caratteristico e classico "muso corto" nel Museo Mercedes-Benz a Stoccarda.

Colectivo (in italiano letteralmente "collettivo") è il nome dato in Argentina, come pure in Colombia, Cile, Paraguay e Uruguay, a un tipo di veicolo del trasporto pubblico, specialmente quelli della capitale dell'Argentina, Buenos Aires. Il nome viene dalla locuzione spagnola vehículos de transporte colectivo ("veicoli di trasporto collettivo"), che riflette la loro origine come taxi collettivi.
Quando apparvero per la prima volta negli anni 1920, i colectivos erano piccoli autobus ricavati da telai di veicoli più piccoli (auto, furgoni, ecc.) e, in seguito, da telai di camion (1950–1990, della Mercedes-Benz Argentina), non progettati specificamente per il trasporto di persone, ed erano decorati con disegni unici dipinti a mano (fileteado) che davano a ciascuna unità un carattere distinto.
Essi evolsero costantemente e divennero più grandi, ma mantennero il loro stile pittoresco fino agli anni 1990, quando la flotta urbana fu modernizzata con unità di autobus standard con motore posteriore.
Durante la maggior parte della loro storia, i biglietti furono venduti dal conducente, che partiva non appena tutti i passeggeri fossero saliti, vendendo i biglietti mentre guidava.

## Storia

### 1928-1950

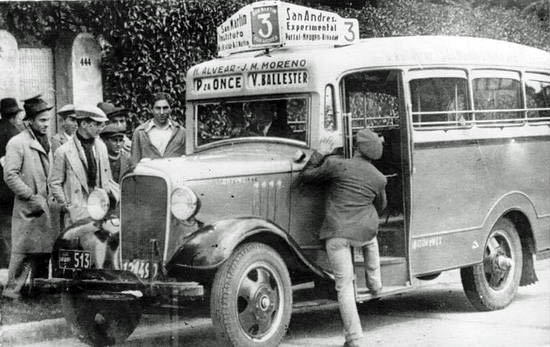
Colectivo con il telaio di un camion Chevrolet del 1934

Taxi-bus, Chevrolet Doppio Phaeton, creazione delle líneas
Negli anni 1900 l'Argentina era il "granaio del mondo", uno dei maggiori produttori ed esportatori alimentari del mondo, e un paese ricco. Le strade della prospera Buenos Aires (con 2 milioni di abitanti) su riempirono presto di auto. I rapporti commerciali con il Regno Unito (principalmente scambi di carne e grano) portarono anche una miriade di investitori e imprese nei primi anni del secolo, inclusi il primo sistema di metropolitana dell'America Latina, automobili, treni, tranvie, taxi e autobus pubblici.
Il 24 settembre 1928, il primo taxi-bus correva per Buenos Aires. In seguito chiamato colectivo, era basato su un Doppio Phaeton serie Superior K della Chevrolet col passo più lungo, fabbricato in Argentina, chiamato Especial Argentino. Forniva il trasporto pubblico per tutta Buenos Aires su itinerari e fermate predefinite, facendo pagare un prezzo basso per ciascun passeggero.
La Chevrolet iniziò a fabbricare un telaio di camion adattabile al trasporto di passeggeri. Verso gli anni 1930 la dimensione del colectivo era aumentata da cinque a una dozzina di posti, e la linea della Chevrolet era diventata ampiamente usata, con i corpi fatti da compagnie locali. Questo stile fu mantenuto fino agli anni 1970 e 1980, periodo verso il quale le unità avevano venti posti più uno spazio ristretto per molti passeggeri in piedi.
Durante il loro massimo splendore, gli autisti sfidavano deliberatamente i "veri" autobus pubblici e le tranvie elettriche, parcheggiando vicino ad essi nelle stazioni più affollate e guidando accanto a loro durante il giorno per raccogliere i loro passeggeri. Presto la gente iniziò a preferire questi colectivos, che soppiantarono gli autobus e i tram originali.
Con il tempo i percorsi furono formalizzati, e i proprietari dei colectivos si unirono insieme in linee che gestivano percorsi standard, distinte da numeri mostrati sui colectivos. Poiché parecchie linee spesso attraversavano le stesse strade, le compagnie cominciarono ad adottare colori diversi per distinguere le loro unità più chiaramente che mediante il numero da solo. La Linea 60, una linea particolarmente nota con un lungo percorso, ebbe i suoi inizi in questa era.

### 1950-1990
Camion e autobus Mercedes-Benz

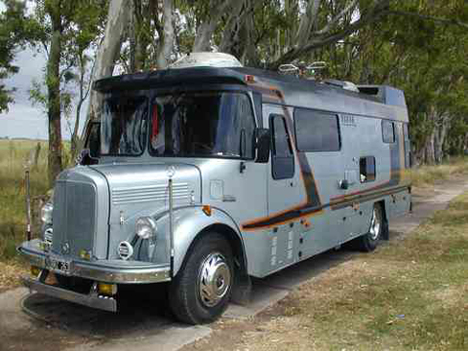
Classico colectivo Mercedes Benz LO 3500 convertito in camper

Dopo la Seconda guerra mondiale e durante gli anni 1950 l'industria argentina iniziò a svilupparsi di nuovi, ma il sistema di trasporto pubblico del paese era inadeguato per la nuova era: praticamente nessuna modernizzazione aveva avuto luogo dai primi anni, e il sistema ferroviario suburbano non era sufficiente a soddisfare le domande crescenti della popolazione.
La Mercedes-Benz entrò nel mercato del colectivo: nel 1951 l'allora Daimler-Benz AG avviò in Argentina le sue prime fabbriche fuori dalla Germania: una nella città di San Martín, vicino a Buenos Aires, e un'altra a González Catán.
La Mercedes mise in commercio un telaio aggiornato di un colectivo locale, un telaio modificato di un camion L 3500 – LO 3500, OP 3500, LO 311, LO 312, LO 911 (la [O] sa per for Omnibus) – con una carrozzeria fabbricata separatamente Dafli adattata in seguito da diversi carrozzieri. In meno di un decennio là produzione fu di 6.500 unità all'anno. Nel 1963 la Mercedes costruì il 10.0000º colectivo (modello LO 312), e continuò con altri modelli, come l'L 1112 (120 CV), LA 1112 (trazione integrale) e l'L 1114. I colectivos Mercedes-Benz avevano i gruppi elettronici di un camion, un motore diesel con la forza motrice trasmessa all'asse posteriore da un cambio con ingranaggio costante a cinque marce.
Tutte le linee adottarono progressivamente queste unità e, dal 1950 al 1990, tutti i colectivos erano alla fine modelli Mercedes-Benz.

### Dagli anni 1990 al presente
Omnibus. Offuscamento della tradizione del colectivo
Nel 1987 El Detalle, uno dei fornitori delle carrozzerie della Mercedes-Benz, iniziò a competere con il suo ex fornitore di carrozzerie, investendo in autobus urbani a basso prezzo, con motori Deutz più economici. Quello stesso anno fu lanciato il modello El Detalle OA-101. Questo modello aveva il motore posteriore e le sospensioni degli pneumatici, che fornivano corse più prive di scosse e più spazio interno. La Mercedes-Benz rispose l'anno seguente con l'OH-1314, ma che fu considerato "la morte del Colectivo", certamente la fine di un'era.
Nel 1989 furono assemblati gli ultimi colectivos basati su camion, sul classico LO-1114 con telaio della Mercedes-Benz. La produzione era stata discontinua l'anno precedente.

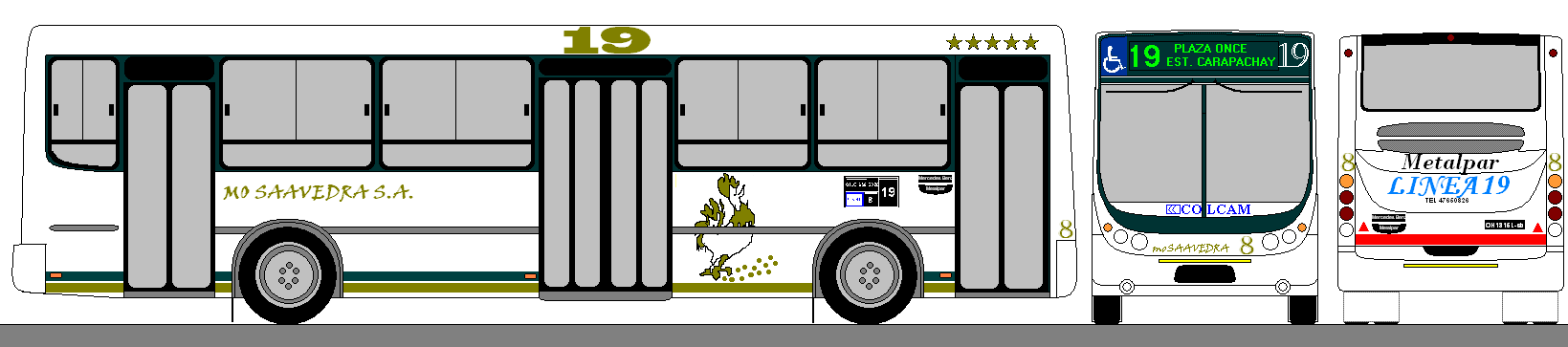
Moderno colectivo modello Metalpar Tronador OH1315L-sb Mercedes-Benz

Durante gli anni 1990 alcune aziende trovarono più economico passare a unità monocolore, e una raffica di fusioni e di chiusure nel settore cambiò l'aspetto dei colectivos.
Oggigiorno, delle líneas tradizionali sopravvivono solo la numerazione a tre cifre e alcuni dei percorsi, il fileteado si vede raramente, le filigranas si sono perse e alcuni dei grandi dettagli classici, come gli specchietti panoramici accanto alla testa dell'autista, sono scomparsi.
Dopo il 1995 le macchinette automatiche dei biglietti resero i viaggi più sicure, dal momento che gli autisti non dovevano vendere i biglietti e guidare allo stesso tempo.
Nel 2005 le unità della Mercedes-Benz rappresentavano circa la metà degli autobus nella città di Buenos Aires e nei suoi dintorni, con le unità stesse costruite a Buenos Aires (La Favorita, Eivar, Italbus, Bimet-Corwin, Galicia, CND, CEAP, Ugarte, ecc.) e in Brasile (Marcopolo, CAIO e altri). L'altra metà erano le unità di El Detalle e di altri produttori come Scania, Volvo, Dimex, Zanello e pochissime Ferroni.
La maggior parte delle unità più vecchie sono state ritirate dal servizio a Buenos Aires, in quanto sono considerate troppo pericolose e rumorose per l'uso in una città dai ritmi veloci. Furono quindi eliminati o mandati in città più piccole in tutto il paese. I colectivos di solito sono ritirati solo quando sono troppo danneggiati per essere riparati; alcuni di essi vengono "risuscitati" come raffinati camper.

## Descrizione delcolectivo
Le unità Mercedes erano più sofisticate dell'originale taxi-bus, la carrozzeria manteneva i suoi tocchi artistici, conservando lo stile originale del colectivo. Questo stile non era influenzato dalla classe sociale dei quartieri attraverso i quali viaggiavano i colectivos. Tutte le unità di tutte le líneas condivisero queste caratteristiche fino agli anni 1990.

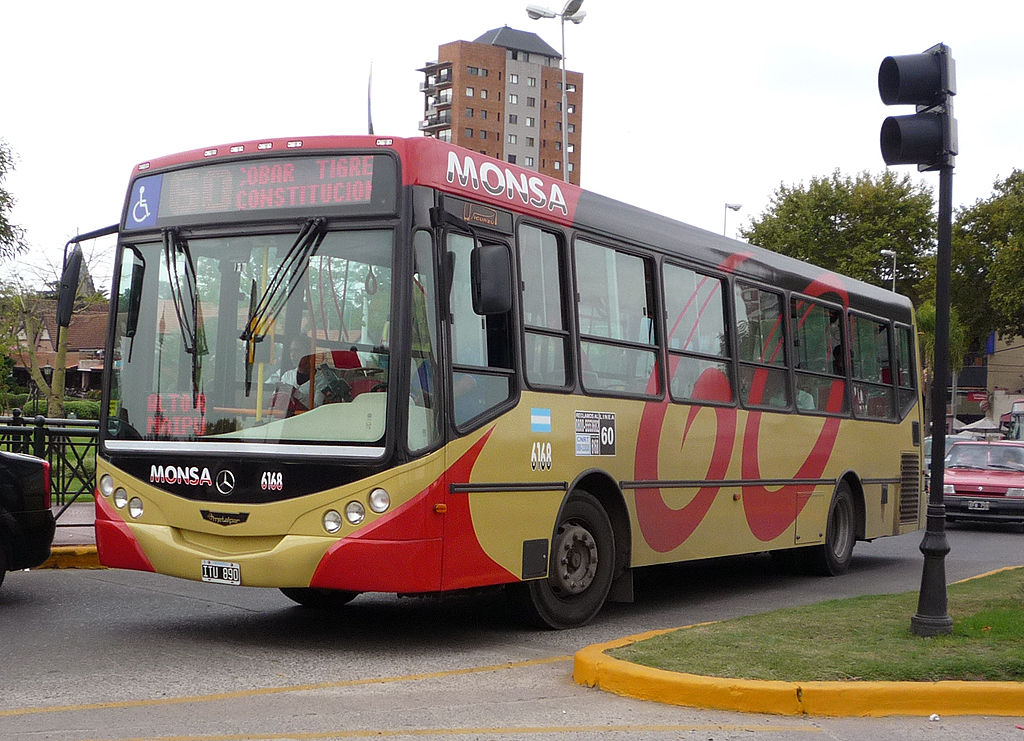
Colectivo di ultima generazione

### Unità multicolori
I decoratori usavano molte combinazioni colorate sulla carrozzeria esterna delle unità, che aiutavano a identificare ciascuna delle líneas. Queste combinazioni alla fine si evolsero in "colori aziendali": quando una compagnia gestiva varie linee, dipingeva gli autobus su tutte le linee con gli stessi colori. Fino agli anni 1990 fu mantenuto il fileteado, caratteristico di ciascun autobus.

### Fileteados
Il fileteado è stato definito "'arte su ruote': piena di ornamenti e simmetrie colorate e completata da espressioni poetiche, detti e aforismi, sia umoristici che canaglieschi, emotivi o filosofici". I colectivos furono dove quest'arte trovò la sua tela migliore. Lunghi, ampi specchi posti intorno al sedile dell'autista avevano spesso disegni e motivi sinuosi che ritraevano di solito le preferenze dell'autista per il calcio, la religione e il tango. Anche l'esterno dei mezzi era dipinto con dettagli del fileteado, motivi floreali, bandiere nazionali e bandiere di squadre di calcio. Era molto comune anche vedere espressioni scritte con caratteri elaborati, di solito nella parte posteriore. Queste espressioni erano spesso giochi di parole o rime ingegnose e divennero parte del folclore argentino. Un semplice esempio di un'espressione molto comune è: Lo mejor que hizo la vieja es el pibe que maneja (tradotto liberamente: "La cosa migliore che ha fatto mia madre è il ragazzo che guida").

### Altri dettagli
Le unità con un bilancio più alto avevano più dettagli aggiunti intorno al sedile dell'autista. Questi di solito si presentavano sotto forma di luci dai colori esotici o di copertine dei sedili con lana e frange o addirittura cuoio. Era molto comune vedere la leva del cambio piena di gingilli pendenti e l'astuccio dove erano conservati i biglietti e le monete coperto di motivi.
Prima del 1995 i biglietti erano venduti dal colectivero (autista) mentre guidava; erano strisce di carta colorate con un numero di 5 cifre. I numeri palindromi (come 10301) erano chiamati capicuas (dal catalano cap i cua, "testa e croce") e a volte venivano raccolti.

## Uso in Buenos Aires

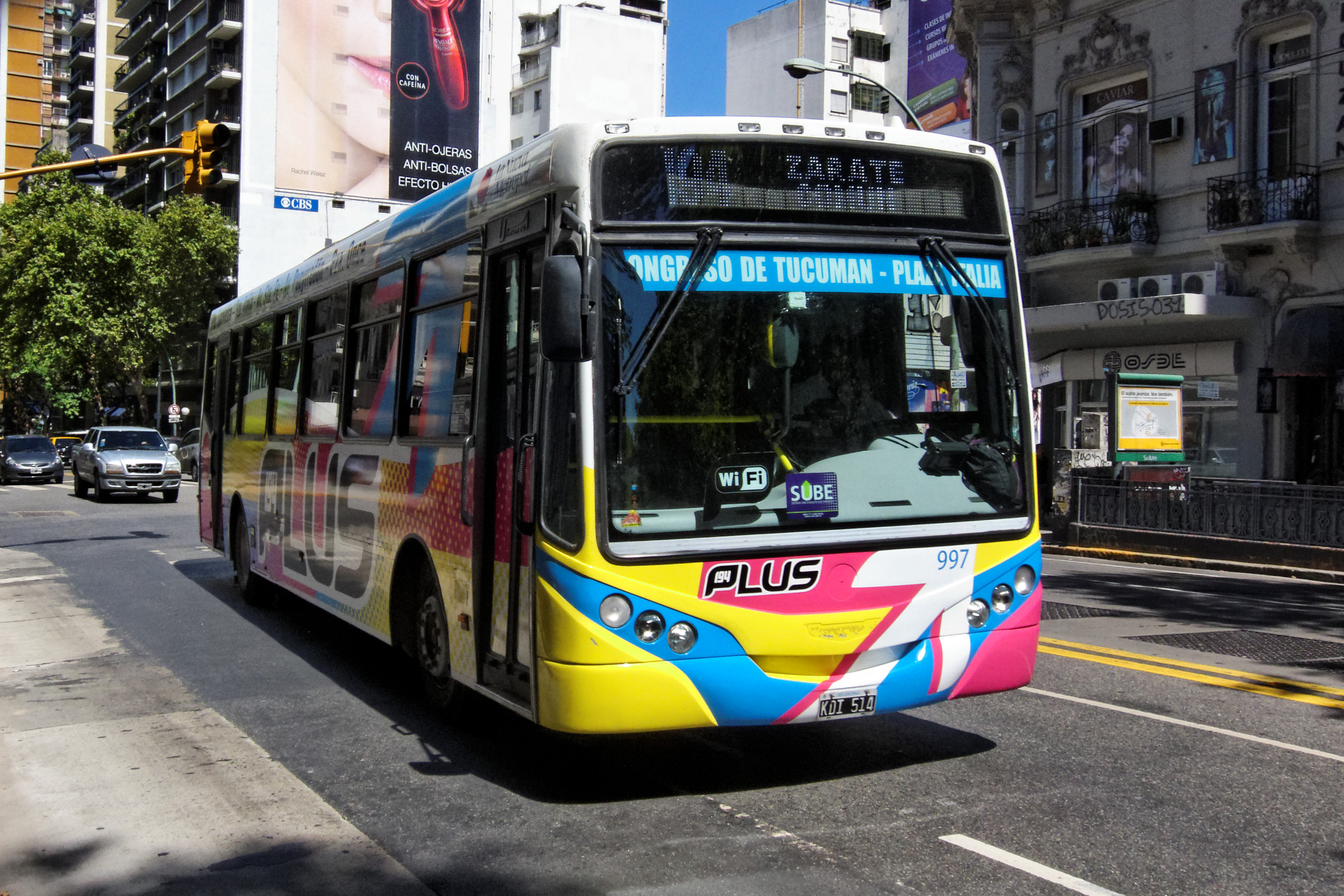
Linea 194 del colectivo a Buenos Aires

Le attività degli autobus colectivos di Buenos Aires forniscono un servizio di trasporto diffuso e frequente che attira un numero di viaggiatori eccezionalmente alto virtualmente senza alcun sostegno finanziario pubblico, a parte la benzina sovvenzionata per tenere basse le tariffe.
Grazie ai bassi prezzi dei biglietti, ai servizi molto frequenti e agli estesi itinerari, con molti luoghi entro 400 m distanza da una linea, il colectivo è un modo di trasporto molto ampiamente utilizzato intorno alla città. I porteños (i residenti della Città Autonoma di Buenos Aires) hanno un rapporto di amore-odio con il colectivo: da un lato, gli autobus sono di solito molto affollati nell'ora di punta e infestati da borseggiatori, ladruncoli, mendicanti e venditori ambulanti, benché oggigiorno più controllati. Dall'altro lato, sono una necessità nella città, e un modo conveniente ed economico per girare. La maggior parte dei colectivos delle grandi città dell'Argentina non hanno un orario fisso, ma fanno almeno quattro, e spesso molte di più, corse ogni ora, secondo la linea dell'autobus e l'ora del giorno. Durante le ore notturne, tutti i colectivos nella città di Buenos Aires passano per le loro fermate almeno due volte l'ora.

### Tariffe
La maggior parte degli autobus condividono un sistema tariffario di base dipendente dalle distanze. Ad esempio, ad agosto 2018 la tariffa "universale" in pesos era, per gli autobus che circolano nella Capitale Federale (la cosiddetta Città Autonoma di Buenos Aires) e nella Grande Buenos Aires (che include anche l'Ambito Metropolitano di Buenos Aires o AMBA):
- ARS 11,00 (circa EUR 0,32) per una sezione
- ARS 11,75 (circa EUR 0,34) per due sezioni
- ARS 12,25 (circa EUR 0,36) per tre e quattro sezioni
- ARS 13,00 (circa EUR 0,38) da cinque a nove sezioni
- ARS 13,75 (circa EUR 0,40) per oltre nove sezioni

Le stesse tariffe si applicano per le linee che circolano nei territori dell'AMBA e di La Plata. (Va segnalato comunque che, per i mesi di settembre e ottobre 2018, sono stati annunciati aumenti dei suddetti prezzi.) I confini delle sezioni sono fissati a circa 3 km l'una dall'altra (anche meno nel centro della città), cosicché ad esempio una corsa di 4 km può comportare l'attraversamento di due sezioni e quindi l'applicazione della tariffa più alta corrispondente.
Le tariffe sono valide per una sola corsa di autobus, ma sono previsti sconti se si usano più di due mezzi di trasporto nel giro di due ore, nonché tariffe sociali agevolate e vari tipi di abbonamenti.

## Nella cultura di massa
- Gli autori del film del 1979 La fiesta de todos,[8] dopo la vittoria dell'Argentina nella Coppa del mondo di calcio del 1978 furono costretti dal governo militare a filmare una delle sue storie principali dentro un colectivo.
- Una delle soap opera più ricordate in Argentina era intitolata Un mundo de 20 asientos ("Un mondo a 20 posti") e il suo personaggio principale era un colectivero (autista di colectivo).
- A livello nazionale, il colectivo è chiamato anche bondi; la parola viene dal nome delle tranvie di Rio de Janeiro (bondes), a sua volta dall'inglese bonds, "titoli di Stato", che è il modo in cui il governo brasiliano pagò la costruzione del sistema tranviario di Rio alla compagnia britannica che lo realizzò.
- Il termine colectivo ha finito per essere usato in alcuni paesi vicini incluso il Paraguay. Tuttavia, la parola si può trovare in tutta l'America Latina, in particolare in Colombia, Perù (dove sono chiamati anche combi), Cile e Nicaragua.